# Hans Sachs
Hans Sachs   (Nuremberg, 5 de novembre de 1494 - Nuremberg, 19 de gener de 1576) va ser un poeta alemany.
Va ser sabater de professió, va recórrer Alemanya en qualitat de mestre cantor. Va ser amic d'Albrecht Dürer i de Willibald Pirckheimer (1470-1530). És autor de més de sis mil poemes, escrits en l'estil popular burgès del Meistersang (poesia que uneix cant religiós i poesia, cantada en les escoles gremials del segle XV). Són notables també les seves Farses de Carnaval (1517-1563) i el seu himne El rossinyol de Wittenberg (1523), dedicat a Luter. Goethe el va engrandir i Richard Wagner el va fer protagonista de l'òpera Die Meistersinger von Nürnberg (Els mestres cantors de Nuremberg). La famosa "Silberweise" va ser transformada per Philipp Nicolai en l'himne religiós "Wachet auf, ruft uns die Stimme" i continua fins avui en molts càntics. També existeixen diverses cantates sobre aquest himne, la més famosa Wachet auf, ruft uns die Stimme de Johann Sebastian Bach.
Li va ser aixecat un monument, una estàtua de cos sencer, a Nuremberg.